# エチオピアの経済
エチオピアの経済（エチオピアのけいざい、英: Economy of Ethiopia）では、エチオピアの経済状況について述べる。

## 歴史

### EPRDF政権以前
エチオピア帝国時代、皇帝を頂点とする封建制度が確立され、農民は貴族や教会に支配されていた。特に19世紀ごろに征服された南部地域では軍人や地方行政官にほとんどの農民が支配された。アフリカにおいてこれらの封建制度は例外的であったが、1874年のエチオピア革命によって崩れた。クーデターによって9月に軍事政権が成立し、1975年には「農地国有化布告」が発令され、農地の国有化が宣言される。大地主から強制徴収された土地は農民に再分配され、土地の売買は禁止された。マハバル（maheber）と呼ばれた国策農民組合は、大地主から没収した土地の一部に国営農園を作った。
軍事政権は農場の集団化を進めた。アムラチ（amrachi）と呼ばれた農業生産者協同組合は、生産手段の管理や労働の組織化、政治教育などを目的とする集団農場を設立した。集団化は農民の強制移住や統制政策を伴い、市場に売る農作物を作る農民の生産意欲が低下した。また強制移住先に適応できず、作物生産や生活に困難が生じた。1984年に政府が計画した、国の社会主義農業への転換を目的とする十カ年計画は失敗し、国営農園と集団農場は全耕地の15％未満にとどまった。そのため、1984年に旱魃が発生するとすぐに飢饉に発展した。
1990年5月5日、メンギスツ・ハイレ・マリアム大統領は混合経済システムを導入すると発表した。特定の国営事業の民営化、私有の商業農園の促進、集団農場の解消（農民が望む場合）の提案などが行われた。これは事実上農場の集団化が失敗であったことを認めたことになる。しかし、1991年メンギスツ大統領は国外亡命し、体制が転覆された。

### EPRDF政権・アビィ政権
エチオピアはエチオピア人民革命民主戦線（EPRDF）に統治されることになった。首相にはメレス・ゼナウィが就き、製造業による経済発展を目指した。エチオピアは2004年から2015年まで一貫して10％以上の高成長を達成し続けた。2016年にはエチオピアの国内総生産（GDP）が一時的にケニアを抜き、アフリカ第4位の経済となった。2017年10月、エチオピア中央銀行がブルを大幅に切り下げ、GDPはケニアを下回った。
EPRDFは、国有企業を民営化する方針を示し、国有資産を民営化として株式を民間の企業に譲渡している。通信事業は国家独占であるが、こちらでも部分的に民営化にするのが発表されている。新たに民間企業の参入を認めて、競争も促そうとしている。しかし、航空事業については政府、民間から批判が相次ぎ民営化は予定されていない。
2018年4月、アビィ・アハメドが首相に就任した。アビィはオロモ人出身で、ティグレ人以外の民族が首相に就いたのは異例であった。2018年7月、紛争状態にあった隣国エリトリアを訪問し、イサイアス・アフェウェルキ大統領との間で和平合意を結んだ。エリトリアとの間で国交が再開され、内陸国エチオピアの外海へのアクセスは大きく改善した。
債務はほぼ中国からのものが大半であるが、エチオピアはその債務の返済に苦しんでいる。債務は、エチオピアのGDPの59%に及ぶ。CGDによると2018年3月、エチオピアは対中債務が「過大な国」と評価された。2023年12月11日、エチオピア政府は3300万ドルの利払いを停止。同月25日、財務省の上級改革顧問は、支払いはなされておらず今後もなされないことを確認したと発表し、債務不履行状態に陥った。政府は、返済期間の先送りと利率の引き下げを中心とする債務再編案を債権者に提示した。

## 産業
農業がエチオピア経済の基盤で、国内総生産（GDP）の46%、輸出の60%、雇用の79%を占める。

### 農業
農業はGDPの約45.9％を占める主要産業である。エチオピアの国土面積は約110万平方キロメートル、人口は2013年時点で約9,455万人で、そのうち約81％が農村部に居住している。就労人口の約79.3％が農業を中心とする第一次産業に従事している。エチオピアの農業は小規模農家が中心であり、国内の農作物生産の約90％を占めている。農家1戸あたりの農地面積は小さく、2ヘクタール以下の農地を所有する世帯が全体の約60％を占める。灌漑農地の割合は約0.26％と低く、多くの農地が天水農業に依存している。
エチオピアの農業は、地理的・気候的特徴に基づき三つの地域に分類される。標高1,500メートル以上の高地では、国土の約40％以上を占める。この地域には国内の耕作地面積の約95％が集中しており、農業の中心地となっている。主な作物として、オオムギ、テフ、トウモロコシ、コムギ、マメ類、ソルガム、根茎類、コーヒー、ミレットなどが栽培されている。標高1,500メートル以下の低地では、乾燥・半乾燥地域が広がり、降水量が限られるため、農業よりも牧畜が主要な生業となっている。低地以外の地域では、森林や草原が広がり、焼畑農業や狩猟採集が行われている。
主要農作物には、オオムギ、テフ、トウモロコシ、コムギ、マメ類、ソルガム、根茎類、コーヒー、ミレット、野菜類などがある。南部ではコーヒーやカートが栽培され、中部ではカートやテフ、換金作物が中心となる。

### 工業、製造業、サービス業
エチオピアの高成長は、農業と製造業から由来する。2008年、アディスアベバ南方で最初の工業団地が作られ、2018年現在3つの工業団地が開業された。工業団地は外国向けで、約500社が操業している。計画では、12か所の工業団地を作り、200万人を製造業で雇用する。政府は、資本流入、技術移転、雇用促進を狙い、外国からの企業誘致を進めている。エチオピアには最低賃金がないため賃金は低く、電力価格も低水準なため、外国企業は大きなコストカットを実現している。
卸、小売はエチオピアの経済発展に大きな貢献をしている。年によっては成長率の20％を占めることもある。

## 資源
エチオピアは資源が少ない。

### 鉱業、鉱物
鉱業の国内総生産における割合は少ない。多少の金のほかには鉱物資源はほとんど採掘されていない。その他の大きな経済的価値がある鉱石として、白金が挙げられる。エチオピアにおいては、粘土と石灰石の鉱床、岩塩の層が広い範囲で見つけられている。20世紀から21世紀までの調査では、銅、鉛、マグネシウム、鉄などの鉱物資源が発見された。

### エネルギー

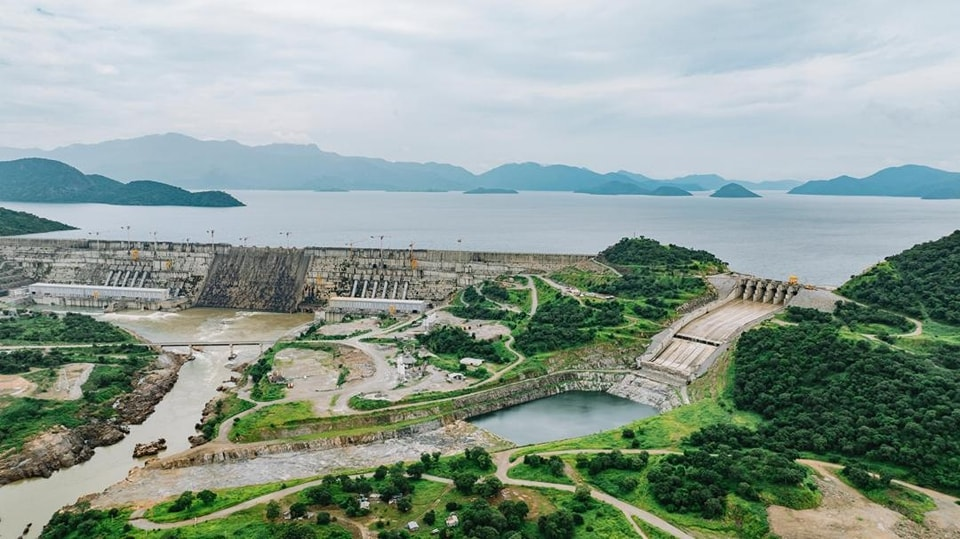
中国の支援で造られた大エチオピア・ルネサンスダム

2005年時点でのエチオピアの電力アクセス率は16％であり、サブサハラ・アフリカ平均の26％を下回っていた。政府の電力普及政策により、2007年には20％に達したが、送電線から自宅までの配電線設置費用は個人負担であるため、実際に電力を利用できる人口は6％にとどまるとされる。
エチオピア政府は、水力発電の開発を推進し、国内の電力供給を強化するとともに、余剰電力を近隣諸国へ輸出することで外貨の獲得を目指している。同国の発電容量の約85％は水力発電が占めており、ナイル川の源流を含む豊富な水資源を活用した発電所の開発が進められている。現在、国内電力の需要増加に対応するため、新たな水力発電プロジェクトが複数計画されている。しかし、水力発電は安定性がなく旱魃などによる計画停電が頻発する。
地熱発電に関しては、エチオピアは世界で3番目に豊富な地熱資源を有しているとされる。特に大地溝帯に沿う地域で建設が試みられている。他には、太陽光発電やバイオ燃料など再生可能エネルギーの普及が試みられているが、いまだ小規模である。

## 金融

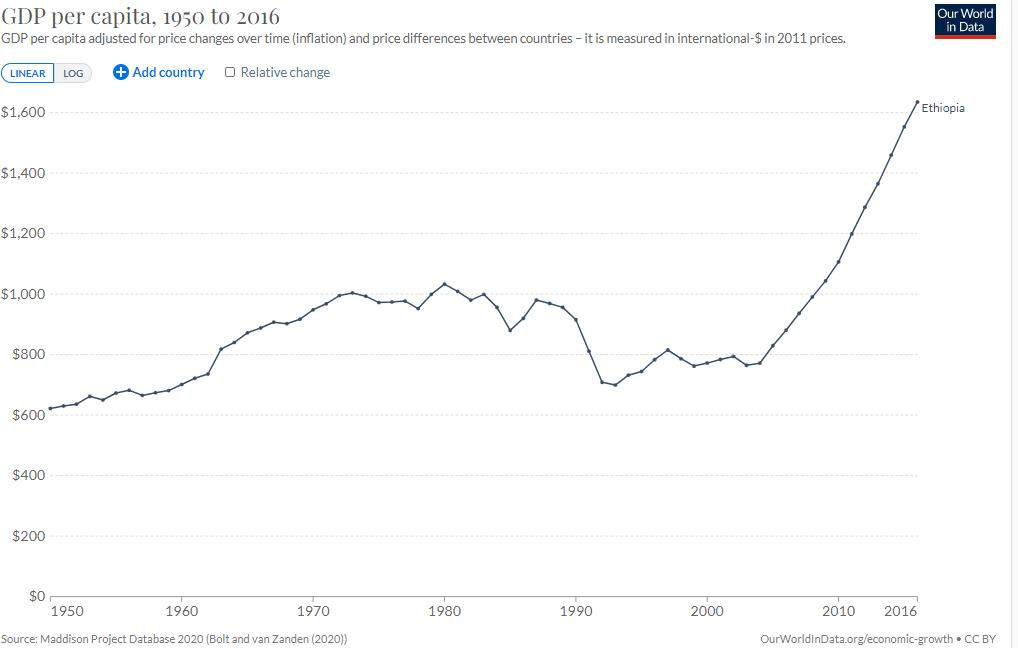
エチオピアの経済成長率の推移（2016年まで）

通貨はブル（Birr）。2022・2023年度のGDPは7.2％で、高成長を維持している。1人当たりのGDPは1,511ドル。貿易は、輸出が36億1,850万ドル、輸入が171億4,850万ドルだった。エチオピアは大きな貿易赤字を抱えており、外貨不足でもある。輸出は、コーヒー豆（37.0％）と花卉（15.7％）を合わせて半分を占めている。輸入は、燃料（23.1％）と資本財（22.1％）が大きな割合を占めている。
債務はほぼ中国からのものが大半であるが、エチオピアはその債務の返済に苦しんでいる。債務は、エチオピアのGDPの59%に及ぶ。2023年12月11日、エチオピア政府は3300万ドルの利払いを停止。同月25日、財務省の上級改革顧問は、支払いはなされておらず今後もなされないことを確認したと発表し、債務不履行状態に陥った。政府は、返済期間の先送りと利率の引き下げを中心とする債務再編案を債権者に提示した。